# STUDIOPARK KinderMedienZentrum

Logo

Ehemaliges Logo

Der STUDIOPARK KinderMedienZentrum ist ein Fernseh- und Filmproduktionsstandort mit Sitz in Erfurt. Er wurde 2007 eingeweiht und umfasst Studios sowie Nutzfläche für Büros, Werkstatt und Fundi. Durch die Fokussierung des Zentrums auf die Produktion von Kindermedien und die individuellen Fördermöglichkeiten für Existenzgründer ist der STUDIOPARK KinderMedienZentrum einzigartig in Deutschland. Betreiber ist die Betreibergesellschaft für Applikations und Technologiezentren Thüringen mbH (BATT).

## Hintergrund
Die Ansiedlung des Komplexes erfolgte entsprechend dem Wunsch der Landesregierung, Thüringen als Kindermedienland etablieren zu wollen. So wurde nach der Ansiedlung des Kinderfernsehkanals KiKA verstärkt auf Studiengänge mit Medienbezug und eine Schaffung von entsprechender technischer Infrastruktur gesetzt.
Die Baukosten des ursprünglichen KinderMedienZentrums betrugen 27 Millionen Euro, wovon 90 % von der EU getragen wurden. Für den Erweiterungsbau wurden 11,4 Millionen Euro veranschlagt, die komplett aus dem Konjunkturpaket II finanziert wurden.
Der Komplex befindet sich in Nachbarschaft zum MDR Landesfunkhaus Thüringen und dem KiKA. In der Kernzone des Baus liegen die Studios A, B, C und die Vorbauhalle. Umlagert werden diese Bereiche durch eine zweigeschossige Peripherie mit Lagern, Technik- und Maskenräumen. Das Tageslichtstudio (D) ist ein vorgesetzter Baukörper, der als Multifunktionsfläche genutzt wird.
Zwei dreigeschossige Bürotrakte sind mit der angrenzenden Parklandschaft verzahnt. Die Eingliederung des Neubaus in das Landschaftskonzept Reinhold Lingners war Bestandteil des architektonischen Konzepts.
Zielgruppe sind Unternehmensgründer, Spin-offs, Auftraggeber und Produzenten sowie kleine und mittelständische Unternehmen der Medienbranche. Mit vier Studios in der Größe von 165 m² bis 950 m² ist der STUDIOPARK KinderMedienZentrum der größte zusammenhängende Studiokomplex Thüringens. Im Zentrum der Produktion steht eine Full-HD-Bildregie, aus der alle Studios angesteuert werden können. Somit ist der STUDIOPARK KinderMedienZentrum der erste Standort seiner Größenordnung, in welchem komplette HD-Studioproduktionen realisierbar sind. Die IOSONO GmbH, eine vom Fraunhofer-Institut für Digitale Medientechnologie gegründete Firma zur Vermarktung des von ihm entwickelten gleichnamigen Soundsystems, betreibt im STUDIOPARK KinderMedienZentrum Produktions- und Präsentationsstudios. Das System basiert auf der Klangfeld- bzw. Wellenfeldsynthese.
Der STUDIOPARK KinderMedienZentrum wird von der Betreibergesellschaft für Applikations- und Technologiezentren Thüringen mbH (BATT) verwaltet. Das Gebäude und die Ausstattung des Zentrums wurden unter Gewährung von Investitionszuschüssen aus Mitteln der Gemeinschaftsaufgabe Verbesserung der regionalen Wirtschaftsstruktur (GA) sowie des Europäischen Fonds für regionale Entwicklung (EFRE) kofinanziert.
Seit 2007 wird hier die Kinder- und Jugendserie Schloss Einstein produziert.
Im Jahr 2011 wurde der Erweiterungsbau eröffnet und gleichzeitig der neue Name für das Zentrum STUDIOPARK KinderMedienZentrum (vorher: Das KinderMedienZentrum) bekannt gegeben.
Im Juni 2020 wurde der Spatenstich für eine zweite Erweiterung vollzogen, das bis September 2021 eröffnet werden soll. Hauptmieter soll MDR Media werden.

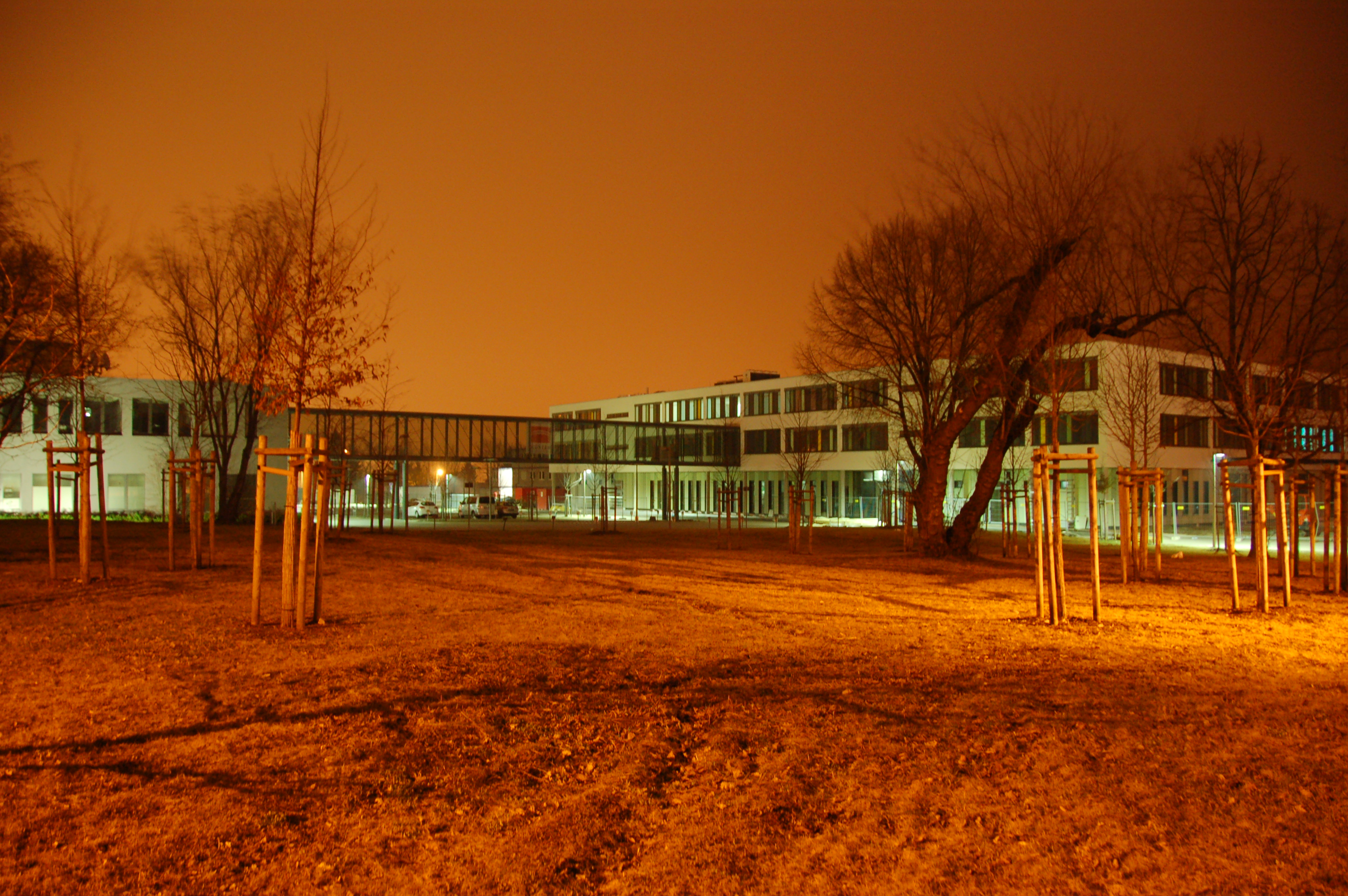
Erweiterungsbau des KMZ

## Dienstleistungen
- Film- und Fernsehstudios
- HD-Studiokameratechnik
- MDM Mitteldeutsche Medienförderung[8]

## Produktionen (Auswahl)
TV-Shows
- Die beste Klasse Deutschlands
- Fakt ist!
- Team Timster
- KiKANiNCHEN
- Skatoony
- KiKA Baumhaus
- KiKA LIVE

Film
- Pettersson und Findus – Kleiner Quälgeist, große Freundschaft
- Doktor Proktors Pupspulver
- König von Deutschland
- Das Orangenmädchen
- Löwenzahn – Das Kinoabenteuer
- Friends from France

Serien
- In aller Freundschaft – Die jungen Ärzte[9]
- Schloss Einstein
- Wie erziehe ich meine Eltern?[10]